# Joško Vlasich
Joško Vlasich (* 9. November 1950) ist ein österreichischer Lehrer, Musiker und Politiker (Grüne). Vlasich war Landessprecher der Grünen Burgenland und von 2000 bis 2010 Abgeordneter zum Burgenländischen Landtag.

## Ausbildung und Beruf
Joško Vlasich besuchte die zweisprachige (deutsch/burgenlandkroatische) Volksschule sowie ein Gymnasium und studierte nach der Matura Germanistik und Slawistik an der Universität Wien. Nach dem Abschluss des Studiums ergriff Vlasich den Beruf eines AHS-Lehrers und unterrichtet seit 1978 Deutsch und Russisch am Bundesgymnasium, Bundesrealgymnasium und Bundesoberstufengymnasium Oberpullendorf.
Vlasich engagiert sich stark im Kultur- und Radiobereich und war bis 1994 ständiger freier Mitarbeiter der kroatischen Redaktion beim ORF-Burgenland. Vlasich ist Mitbegründer des mehrsprachigen Radios „MORA“ und arbeitet seit 1993 als Mitarbeiter bei der Kulturvereinigung in Großwarasdorf (KUGA), wo er zwischen 1997 und September 2000 auch Geschäftsführer war. Ab 1995 beteiligte er sich auch am Ausbau der zweisprachigen autonomen Kulturinitiative zum Interkulturellen Aktions-, Bildungs- und Kulturzentrum Mittelburgenland.

## Politik
Vlasich ist seit September 2000 bei den Burgenländischen Grünen aktiv und ist seit Oktober 2002 Gemeinderat in Großwarasdorf. Am 3. Dezember 2006 wurde Vlasich zum Landessprecher der Grünen im Burgenland gewählt, wobei er sich nach dem Rückzug von Grete Krojer als Landessprecherin mit 62,7 Prozent gegen Hans Leitner aus Markt Allhau durchsetzte. Vlasich, der ab dem 28. Dezember 2000 auch Landtagsabgeordneter war, fungierte zuletzt auf Grund der geringen Anzahl an grünen Abgeordneten als Bereichssprecher für die Themenfelder Bildung, Jugend, Konsumenten, Kultur, Landwirtschaft, Wirtschaft und Volksgruppen. Im Vorfeld der Landtagswahl im Burgenland 2010 zog sich Vlasich auf einen unwählbaren Listenplatz zurück und schied per 24. Juni 2010 aus dem Landtag aus.
In der Ö1-Radio-Sendung Menschenbilder vom 28. Februar 2016 schildert er, wie er in 2 Aktionen mit anderen dem Burgenland zu (kroatisch-)zweisprachigen Ortstafeln verhalf.

## Privates
Vlasich ist verheiratet und hat drei Kinder. Seit 1970 ist er Mitglied in der burgenlandkroatischen Rockgruppe Bruji.

## Film
Er hatte eine kurze Sprechrolle im Film Muttertag – Die härtere Komödie (1993) als Tankwart. Auch in der Fernsehserie Kaisermühlen Blues spielte er 1996 in zwei Folgen mit.